# Histoire de l'Union démocratique bretonne
Pour un article plus général, voir Union démocratique bretonne.
Créée en 1964, l’Union démocratique bretonne est l'un des plus anciens partis politiques de France et le plus ancien parti « régionaliste » de l'hexagone. Scission du Mouvement pour l'organisation de la Bretagne (MOB), l’UDB affirmera tout au long de son histoire son ancrage à gauche. Proche successivement des mouvances communiste, socialiste puis écologiste, elle n’en développera pas moins une idéologie originale qui, malgré une histoire tourmentée où s'alternent périodes de crise et périodes d'essor, permettra à l'UDB de s'implanter durablement dans le paysage politique régional et de s'inscrire dans l’histoire de la Bretagne.

## Fondation en 1964: l'autonomisme de gauche se structure
Au début des années 1960, un groupe de jeunes étudiants se réunit régulièrement au Bar brestois, l'un des fameux établissements de la place Sainte-Anne à Rennes. On y trouve notamment Loeiz ar Beg, Corentin Canévet, Roparz Debroise, Herve Grall, Jean Guegueniat, Michel Guillerm, Jakez Josset, Paol Keineg, Loig Kervoas, Jean-Marie Laigle, Jean-Paul Le Berre, Pierre Le Padellec, Ronan Leprohon (br), Jean Mahé, Yann-Ber Piriou, Marie-Claire Rumeur ou encore Jean-Yves Veillard. Les discussions, passionnées, tournent autour des problèmes politiques de l'époque : gaullisme autoritaire, socialisme qui se restructure en France, lutte des classes, guerre d'Algérie. Une bonne partie milite dans les réseaux d'aide au Front de libération nationale algérien (FLN), ce qui leur apporte une certaine structure de pensée. D'autres sont aussi influencés par le communisme, dont les sections géographie et histoire de la faculté des Lettres de Rennes sont un bastion. Mais ce qui fait l'originalité de ce groupe d'étudiants, c'est son intérêt pour la Bretagne.
Plusieurs jeunes de ce qu'on appelle alors le « groupe du Bar brestois » sont engagés dans les associations culturelles. La plupart sont des adhérents du Mouvement pour l'organisation de la Bretagne (MOB), dont la direction les exaspère par son indifférence aux questions sociales : celle-ci se cantonne à un positionnement « ni droite, ni gauche » qu'eux jugent surtout de droite.
Parmi ses membres, le MOB comprenait des anciens militants du Parti national breton (PNB) et des partisans de l'Algérie française, ce qui était source de tensions. Lors de son congrès de décembre 1962, le MOB refuse de condamner l'Organisation armée secrète (OAS), désavouant ainsi les étudiants rennais qui avaient pris position pour le FLN algérien. Ronan Leprohon, en tant que responsable de la section jeunes, fait part du malaise ressenti en déclarant alors : « les jeunes veulent que l'on tienne compte de leurs idées politiques ». La direction maintient sa ligne de conduite voire la durcit en créant en 1963 un bureau exécutif chapeautant le comité directeur et dont les membres doivent être cooptés. Le but de cette manœuvre est d'empêcher les étudiants de gauche de réformer le mouvement de l'intérieur. Le charme est rompu pour les jeunes du MOB. À l'issue du 5e congrès qui se tient à Brest en novembre 1963, seize d'entre eux font scission.
Le 4 janvier 1964, ils fondent l'Union démocratique bretonne. Le vocable « démocratique » est choisi pour signifier leur engagement à gauche, ce qui est une rupture dans l'histoire du Mouvement breton qui, jusque là, était plutôt marqué à droite. Ils se constituent en parti dirigé par un comité directeur lui-même chapeauté par un bureau central qui est alors composé de quatre membres : Ronan Leprohon aux affaires extérieures, Loeiz ar Beg aux affaires intérieures, Herve Grall aux finances et Yann Cheun Veillard à la rédaction du journal Le Peuple breton qui voit paraître son premier numéro dès ce mois de janvier 1964. L'UDB élabore une charte en 13 points. Celle-ci affirme notamment « la vocation nationale de la Bretagne » — termes abandonnés en 2002 — et la nécessité d'une planification de l'économie. Elle prône la création d'une fédération européenne et condamne le fascisme, le racisme et le totalitarisme. Dans cette charte, le nouveau parti s'affirme hostile au militarisme, ce qui est une nouveauté dans le mouvement breton.
Le premier congrès de l’UDB a lieu en décembre 1964 à Quimper, à la salle Toul-al-Laer. Il rassemble 18 participants. La structure du parti est alors proche de celle des partis marxistes-léninistes avec une discipline interne stricte et l'application d'un centralisme démocratique. Le parti s'engage pour la première fois dans des élections lors des municipales de 1965. Jean-Paul Le Berre, agent immobilier de son état, est élu au Guilvinec sur une liste d’union de la gauche à dominante communiste. Il devient adjoint au maire et premier élu de l'Union démocratique bretonne.

## 1966-1970: définition d'une ligne politique originale
L'UDB introduit une rupture idéologique forte par rapport au nationalisme droitier du MOB. En quelques années, elle définit une ligne politique originale, nationalitaire, qui concilie le nationalisme breton traditionnel et le progressisme de la gauche française. L'Union démocratique bretonne inverse ainsi le cours de l'histoire du nationalisme depuis les années 1920 : l'alliage entre lutte des classes et lutte nationale est nécessaire dans le cadre d'une contestation de l'État. Cette redéfinition lui permet de se convertir aux principes démocratiques et d'aborder directement les questions économiques et sociales.
Pour autant, les premières années restent difficiles. Avec 70 membres en 1966, le parti croît lentement et n'a que peu de moyens. Il se rapproche des partis de gauche, notamment le Parti socialiste unifié (PSU) et la Fédération de la gauche démocrate et socialiste (FGDS). À partir de 1967, le recrutement s'intensifie quelque peu, en particulier dans le milieu du syndicalisme étudiant et du syndicalisme agricole. Le parti s'engage contre la guerre du Viêt Nam et se démarque ainsi des forces politiques classiques. De la même façon, l'UDB montre sa différence au sein du Mouvement breton quand elle condamne politiquement les premiers attentats du Front de libération de la Bretagne (FLB) : le parti estime que les actions des clandestins cachent un nationalisme mal maîtrisé et un certain aventurisme, .
Aux élections législatives de 1967, l'UDB propose aux candidats de gauche un « Programme minimum démocratique régional » qui conditionnera le soutien des autonomistes. Près de la moitié d'entre eux accepte, notamment l'ensemble des candidats communistes de la Loire-Atlantique. À Rennes, le géographe Michel Phlipponneau se présente avec pour thème de campagne le développement régional, ce qui ne peut que plaire à l'UDB. La jeune FGDS, qui le soutient, ne dispose pas encore de forces militantes. C'est la section étudiante de l'UDB qui prend en charge l'essentiel des aspects matériels de la campagne et développe les analyses de Phlipponneau sur le terrain et en réunion publique. S'il n'est pas élu, les 40 % de suffrages obtenus sont prometteurs pour le thème engagé et encourageants pour les militants de l'UDB. D'autant plus qu'en France, les idées régionalistes font parler d'elles avec deux ouvrages parus chez des éditeurs influents : La gauche et les régions de Michel Phlipponneau, chez Calmann-Lévy, et La révolution régionaliste de Robert Lafont, chez Gallimards-Idées.
L'UDB prend part aux événements de mai 1968. Elle est notamment présente pendant la manifestation intersyndicale du 8 mai qui, en Bretagne, revendique des mesures en faveur de l’emploi et de l’industrialisation de la région. À Paris, la Sorbonne s'ouvre à la contestation et les autonomistes animent un « Comité pour la révolution socialiste des régions » avec des militants corses, basques et occitans. Cette période favorise la prise de contact entre certains membres de l'UDB-Paris et la Ligue communiste révolutionnaire (LCR) qui leur propose d'être son relais en Bretagne.
En janvier 1969, l'Union démocratique bretonne réitère sa condamnation politique des attentats tout en affirmant « son soutien humanitaire » aux premiers inculpés du FLB. Elle considère que l'action violente ne se justifie pas en Bretagne où des moyens d'expression politique existent. Selon l'UDB, le principal objectif est de populariser « l'idée bretonne progressiste » auprès de la société bretonne, or la violence ne va pas dans ce sens : « Avec le peuple, tout est possible, sans son soutien, tout n'est qu'aventure et illusion » concluait déjà un article du Peuple breton en 1968.

L'UDB affiche cependant son soutien aux inculpés en lançant une pétition qui réclame la libération des prisonniers politiques bretons et en organisant une souscription pour leur venir en aide financièrement. Elle s'explique en ces termes : « Nous ne pouvons approuver la politique du FLB mais il nous paraît inadmissible de les garder emprisonnés. C'est le pouvoir qui porte la première responsabilité de la situation en Bretagne ».

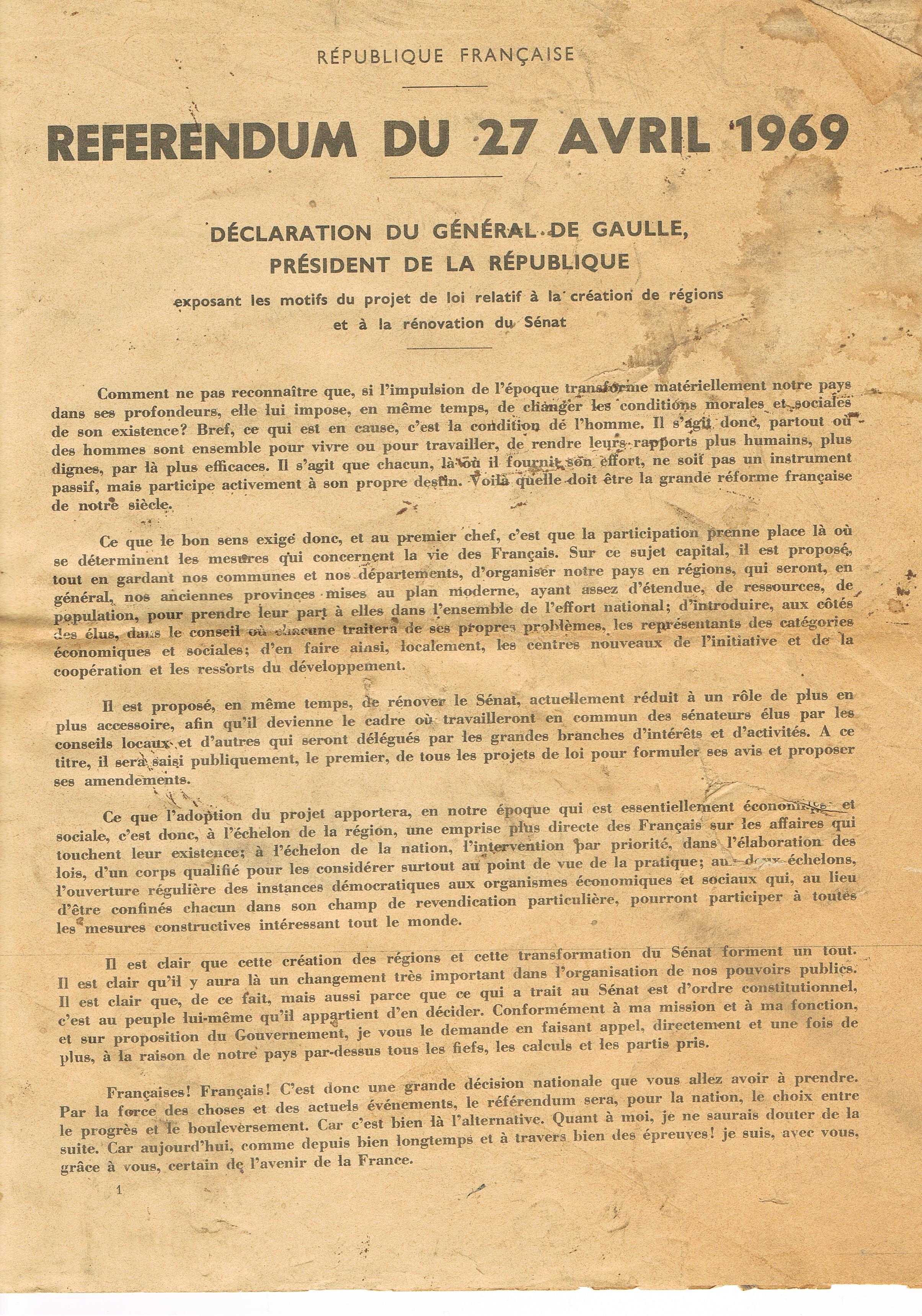
Document du référendum de 1969 présentant le projet de loi.

En avril 1969, l'organisation par le président Charles de Gaulle du référendum sur « le projet de loi relatif à la création de régions et à la rénovation du Sénat » est au cœur de l'actualité. Le parti fait campagne pour le « Non » estimant que ce référendum déboucherait sur une régionalisation insuffisante et désapprouvant le principe d'un département de la Loire-Atlantique hors d'une région Bretagne. Cette campagne pour le « Non » permet à l'UDB d'intégrer pleinement les forces de gauche en Bretagne qui se partageront ensuite les faveurs d'une proportion croissante de l'électorat breton. Par ailleurs, affronter le président est perçu par les autonomistes comme une lutte contre l'attachement affectif de beaucoup de Bretons à de Gaulle ; un attachement qu'ils considèrent être un frein à leur prise de conscience sociale et nationalitaire.

Cette même année, l'UDB s'associe à l'organisation Ar Falz et à la Jeunesse étudiante bretonne (JEB) pour créer un comité d'action pour la langue bretonne : Galv, qui signifie « l'appel » en français. L'action classique dans ce domaine est en effet en échec. Le dernier exemple en date est la pétition lancée entre 1965 et 1967 par l'association Emgleo Breiz en faveur de la langue régionale : signée par 160 000 Bretons, elle n'aboutit à rien. Après son lancement, Galv se structure en groupes locaux et trouve un certain succès parmi la jeune génération. L'objectif de ces groupes est d'organiser l'action au niveau local, sans la laisser aux seuls élus, .
Les débuts du parti sont difficiles mais riches en événements et en militantisme. Si le nombre d'adhésions reste modeste à la fin des années 1960, le nombre des sympathisants à lui considérablement augmenté. Son développement rapide amène l'UDB à se poser des questions sur sa cohérence, sur ses bases, sur ses analyses au regard du combat pour la Bretagne. L'année 1969 marque ainsi une crise de croissance pour l'UDB, où certaines divisions commencent à apparaître en interne : la direction s'oppose à certains militants qui, autour de Jean-Yves Guiomar et Alain Le Guyader veulent imposer une ligne d'ultragauche, .

### Crise de 1969: exclusion de l'ultra-gauche
Les contradictions internes au parti éclatent au congrès de 1969 où Alain Le Guyader récuse la charte de l'UDB et propose une ligne inspirée des idées de Rosa Luxemburg. Il refuse, par ailleurs de condamner l'invasion soviétique de la Tchécoslovaquie, un an auparavant, désavouant ainsi la direction.

Le conflit aboutit le 1er février 1970 à l'exclusion de Jean-Yves Guiomar et Alain Le Guyader pour « refus du centralisme démocratique, sous-estimation constante de l'adversaire, impatience et théorie des minorités agissantes, irréalisme et idolâtrie du spontanée ». Dix membres de la section Paris-Nord qui s'étaient solidarisés des exclus sont exclus à leur tour ainsi que deux sections rennaises qui contestaient la forme de l'exclusion. Les autres adhérents sont sommés d'approuver sous peine de s'auto-exclure. Une partie des exclus fondera une revue théorique, La Taupe bretonne, qui disparaîtra rapidement. La plupart des autres quitteront la vie politique.
Ronan Leprohon justifiera l'exclusion des gauchistes en invoquant une remise en cause de l'analyse nationalitaire du problème breton, ce qui fait la spécificité même de l'UDB. De plus, l'adoption d'une ligne d'ultragauche aurait abouti à la rupture avec le Parti communiste français (PCF), donc avec la stratégie d'union de la gauche dont il était le partenaire le mieux implanté en Bretagne, et aurait ainsi entraîné le parti dans l'isolement. Quoi qu'il en soit, la réaction brutale et maladroite de la jeune direction du parti ternit son image : elle est accusée de stalinisme, qualificatif qui s'installe durablement dans les esprits malgré l'évolution ultérieure du parti. La crise de 1969 freinera le développement de l'Union démocratique bretonne mais n'empêchera pas la croissance de son militantisme dans la décennie 1970.

## 1970-1978: une popularité croissante
Début 1970, une liste UDB obtient 11,5 % des voix à l'élection municipale partielle d'Auray, essentiellement grâce à la popularité de son candidat Sten Kidna. Toujours dans le Morbihan, ce début d'année voit aussi le premier procès en diffamation contre le magazine Le Peuple breton : les autonomistes y dénoncent « la mise en valeur spéculative et orchestrée de la presqu'île de Rhuys par des élus de la droite locale ». Outre l'intérêt médiatique du procès, cette action de défense de l'environnement obtient la sympathie de la population, une aubaine pour l'Union démocratique bretonne dont l'image en a bien besoin.

En janvier, l'UDB lance Pobl Vreizh, un second mensuel uniquement en langue bretonne et publié parallèlement au Peuple breton. Dirigée par Jean Jaouen, la nouvelle publication comprend simplement deux pages qui présentent les traductions de l'éditorial du Peuple breton et de sa rubrique « Le problème breton de Brest à Nantes ».

En mars, le parti compte sur l'organisation du congrès de Guidel pour se remettre sur pied. La crise gauchiste dans toutes les mémoires, les militants y votent solennellement l'instauration du centralisme démocratique comme mode de fonctionnement interne : le non-respect des décisions prises démocratiquement devient officiellement une cause d'exclusion. Si cette règle existe plus ou moins dans tous les partis de l'époque, il n'en reste pas moins qu'elle ternit encore un peu plus l'image de l'UDB. Le congrès abouti sur l'adoption d'une ligne marxiste avec un net gauchissement de la charte d'adhésion au parti. Son article 4 réclame désormais « la disparition du capitalisme et l'appropriation collective des moyens de production et de distribution par les travailleurs ». L'article 13 lié à la solidarité internationale est quant à lui précisé : « L'UDB, solidaire des peuples opprimés, condamne l'impérialisme, cause de leur aliénation économique, sociale, culturelle et politique ».
C'est en 1971 que l'Union démocratique bretonne fait sa véritable entrée électorale. Elle participe aux municipales de mars sur des listes d'union de la gauche, notamment à Vannes, Auray, Quimper et Lorient. À Lorient, elle obtient un nouvel élu en la personne de Joël Guégan. À Brest, où l'union de la gauche n'a pu se faire, l'UDB présente sa propre liste de 37 membres et obtient 4,8 % des voix.

En juin de la même année, dans le cadre du comité Galv, l'UDB coorganise une grande marche de 26 km de Plouay à Lorient afin de « réclamer pour le peuple breton ses droits culturels ». Ce nouveau mode de manifestation, inspiré des mouvements pour les droits civiques des Noirs aux États-Unis, est un succès : entre 700 et un millier de marcheurs y participent, ce qui est du jamais vu pour une manifestation culturelle en Bretagne. À cette époque, comme le précise Jean-Jacques Monnier, « les militants rêvaient de développer un mouvement des droits civiques bretons, comme l'avait fait Bernadette Devlin en Irlande du Nord ». Ces militants critiquaient aussi les fêtes folkloriques, jugées peu créatives et négatives pour l'image extérieure de la Bretagne, ou luttaient contre l'acquisition de terrains par l'armée, notamment dans la presqu'île de Crozon. Le slogan « Bretagne = colonie » est alors d'actualité, ,,.

C'est aussi à partir de 1971 que Le Peuple breton, pionnier en la matière, publie une série de dossiers consacrés à la protection de la nature en Bretagne. Rédigés par Jakez Lefêvre et Jean-Yves Monnat de l'université de Brest, ces articles de vulgarisation scientifique abordent en une double-page les problèmes d'écologie et d'environnement. Ils se poursuivront jusqu'en 1975.

Reproduction d'un drapeau non officiel de l'UDB visible dans les mouvements sociaux des années 1970.

En septembre 1971, le nombre d'adhérents à l'UDB s'élève à 243 ; un nombre qui continuera de croître tout au long des années 1970. Le parti ne recrute plus majoritairement dans le milieu étudiant mais également dans le milieu ouvrier, notamment grâce son investissement dans les luttes sociales, . En 1972, les autonomistes s'engagent dans la grève du Joint Français à l'usine de Saint-Brieuc, dans la « grève du lait » des éleveurs bretons, dans la lutte contre les licenciements aux abattoirs de Collinée ou encore pour un salaire décent à la carrière de kaolin de Plémet. Ils participent aux comités de soutien, aux actions militantes, aux collectes de fonds, aux manifestations. En parallèle, l'UDB organise des réunions publiques sur le thème « Bretagne-colonie, pourquoi un parti breton de gauche ? », un discours qui ne détonne pas avec celui des syndicats qui réclament - en termes d'emplois et de salaires -  une évolution qui ne passera d'après eux que par des pouvoirs économiques accrus en Bretagne. Dans les manifestations, les Gwenn-ha-du côtoient de plus en plus le drapeau rouge des syndicats, .

Sur ses affiches, l'UDB scande le slogan : « Joint Français, combat de tous les travailleurs bretons ». De fait, ces grandes luttes sociales bénéficient d'un soutien moral et d'une solidarité sans précédent de la part de la population bretonne. Elles sont également soutenues par le mouvement culturel qui se rapproche des mouvements sociaux dans une demande d'une plus grande décentralisation et de plus de pouvoirs pour la Bretagne. Le militantisme breton a le vent en poupe et ce sont les artistes engagés que l'on appelle pour monter des spectacles, des concerts et des festoù-noz : Serge Kerguiduff, Kerjuhel, Glenmor, Gilles Servat, Maripol, Bernard Benoît, Alan Stivell entre autres noms de la scène régionale. À Bégard, la fédération UDB du Trégor-Goëlo (partie Ouest du département des Côtes-du-Nord) organise par exemple le premier spectacle d'un groupe de quatre jeunes nantais qui reviendront souvent : les Tri Yann. À Saint-Nicolas-du-Pélem, c'est un fest-noz que l'UDB organise avec les Frères Morvan en tête d'affiche et qui rassemble 400 danseurs, .
Côté politique française, le 27 juin 1972 marque un événement majeur dans l’histoire de la gauche de la fin du XXe siècle : le Parti communiste français (PCF) et le jeune Parti socialiste (PS) signent le Programme commun de gouvernement, bientôt rejoints par le Mouvement des radicaux de gauche (MRG). C'est sur la base de ce programme de réformes que se fonde officiellement l'Union de la gauche qui rénovera le socialisme en France et contribuera à l'élection de François Mitterrand à la présidence de la République en 1981. En Bretagne, l'Union de la gauche conforte la stratégie politique de l'Union démocratique bretonne qui, pour pallier son faible poids politique tout en contribuant à la mise en échec de la droite, conclut des alliances électorales depuis ses débuts.
Côté institutions, la loi du 5 juillet 1972 crée les établissements publics régionaux (EPR) sous étroite tutelle de l'État. L'acte I de la décentralisation qui les transformera en conseils régionaux élus démocratiquement ne sera institué que 10 ans plus tard, lors des lois Defferre de 1982. Comme le découpage de Vichy décrété en 1941, la carte des EPR détache la Loire-Atlantique de la Bretagne historique pour en faire le pôle d'une nouvelle région: les fonctionnaires de l'État s'inspirent sensiblement  des « régions de programme » de 1956 — dessinées pour satisfaire à la notion de métropole d'équilibre en vogue depuis la parution de Paris et le désert français — et décident d'attribuer à Nantes, donc d'agréger à la Loire-Atlantique un nouvel ensemble nommé « Pays de la Loire », .

Lors de la consultation des conseils généraux qui précéda le vote de cette loi, les cinq conseils généraux de l'ancienne Bretagne divergèrent; ceux de la Bretagne bretonnante voulurent rétablir la Bretagne historique et pas davantage, en réunissant les cinq départements créés en 1789. Cela revenait à fabriquer une région avec une capitale (Nantes) très excentrée, ce qui à la fois aurait occasionné un éloignement excessif de la Bretagne de l'ouest à cette capitale désignée, et ensuite ne tenait pas compte de la réelle zone d'influence de celle-ci, notamment en laissant orpheline de métropole la Vendée, très éloignée de tout autre grande ville. D'ailleurs, l'Ille-et-Vilaine proposa spontanément d'inclure la Mayenne, tandis que le conseil général de la Loire-Atlantique se prononçait pour une intégration de la Vendée et du Maine-et-Loire, départements effectivement sous son influence, alors que le Finistère marquait quant à lui son strict attachement aux limites historiques de la Bretagne. Le projet de loi soumis au parlement français ne tint donc pas compte de ces avis et validèrent un découpage différent du découpage historique. La nouvelle de la séparation de la Loire-Atlantique d'avec la Bretagne historique est reçue par la population au début de l'été 1972, avec incrédulité tout d'abord, puis indignation.
C'est dans ce contexte que l'UDB publie en 1973 une brochure intitulée « La Loire-Atlantique est bretonne » en faveur de la réunification de la Bretagne mais opposée à sa dilution dans une région élargie, . Le 6 septembre 1973, à la veille de la visite à Nantes du ministre Alain Peyrefitte pour préparer la mise en place de cette nouvelle région Pays-de-la-Loire, un groupe de 200 personnes se rassemble et défile dans les rues de la ville en signe de protestation. Organisée à l’appel du comité Nantes en Bretagne, du Centre nantais de culture celtique (CNCC) et de la fédération Kendalc'h, la manifestation est menée par Michel Noury, fondateur de Nantes en Bretagne, de Jean Poupinot, alors chargé d’études régionales et président du CNCC, de Patrick Mareschal, directeur de l’Observatoire économique de l’Ouest et d'Yves Lainé, directeur commercial du Port autonome de Nantes-Saint-Nazaire. Après la disparition du CELIB qui engageait chacun de ses projets dans le cadre d'une région Bretagne unifiée, une nouvelle dynamique est en train d'apparaître au début des années 1970 : la contestation du découpage régional s'organise en Loire-Atlantique sous l'impulsion de la société civile.

Côté publications, 1973 est aussi l'année où le magazine Pobl Vreizh augmente considérablement sa pagination : il passe de deux à huit pages d'articles inédits en breton.
Aux élections législatives de 1973, l'UDB se présente dans cinq circonscriptions, . Ses candidats obtiennent en moyenne 2,10 % des suffrages exprimés, le meilleur résultat étant celui d'Erwan Evenou dans la sixième circonscription du Morbihan (Hennebont - Le Faouët) avec 3,2 % des voix et une pointe à 14 % dans la commune de Sainte-Brigitte. Dans un contexte de bipolarisation croissante et souffrant d'un très faible accès aux médias, l'UDB considère alors ce résultat comme encourageant. D'autant plus que le parti de centre-droit Strollad ar vro (SAV) s'était donné les moyens pour se présenter dans 24 circonscriptions. C'est une concurrence pour l'UDB : le discours régionaliste modéré employé alors par SAV correspond assez bien à un électorat breton encore marqué par le centrisme. Lors de ces législatives, Strollad ar vro obtient une moyenne de 2,6 % des voix.

Des cantonales ont lieu à l'automne : avec 8 candidats présentés, l'Union démocratique bretonne double ses voix par rapport aux législatives. Elle obtient une moyenne de 4,45 % avec une pointe à 6,7 % dans le canton de Lorient-Sud.
En 1974, le nombre d'adhérents s'élève à 500. Le parti cherche pour la première fois à développer une dynamique internationale avec d'autres formations politiques européennes. Il est à l'initiative de la Charte de Brest, une déclaration commune sur la lutte contre le colonialisme en Europe occidentale qu'il signe le 3 février avec l'Irish republican movement (IRM) (en) et l'Unión do povo galego (UPG). D'autres partis adhéreront à la charte, notamment lors de la conférence de Mûr-de-Bretagne le 18 avril 1976, parmi lesquels Cymru goch (en), Euskal Herriko Alderdi Sozialista (EHAS), Partit socialista d'alliberament nacional - provisional (PSAN-P) (ca) ou Esquerra catalana dels treballadors (ETC) (ca). Selon Jean-Jacques Monnier, les militants de l'UDB sont critiques à l'égard de ce projet : rédigé alors que l'Union soviétique confirme son importance stratégique (conquête spatiale, guerre du Viêt Nam, influence politique en Europe), le texte de la charte illustre la ligne communiste-nationaliste que semble vouloir imposer un petit groupe expérimenté et influent au sein de la direction du parti — et en premier lieu Hervé Grall, responsable des relations internationales. Le texte ne propose pas d'analyse critique du camp soviétique ni de la spécificité du système administratif français. En s'imposant cette ligne marxiste pro-soviétique, l'Union démocratique bretonne ne développe des partenariats qu'avec des partis groupusculaires ou éphémère et s'isole volontairement de partenaires potentiels comme le Plaid Cymru, le Parti nationaliste basque (PNB) ou le Parti socialiste galicien (PSG). Finalement, cette tentative de mise en réseau n'aboutira qu'à quelques déclarations de solidarité lors des congrès respectifs des formations signataires.
Le 23 avril 1974 est créée l’association « B5 - Fédération Bretagne 5 départements ». Elle trouve son origine dans une pétition intitulée « B5 Bretagne 5 départements » que venait de lancer Michel François, un jeune inspecteur des impôts de La Baule (et futur conseiller municipal UDB de Saint-Herblain). C'est sa rencontre avec Yann Poupinot et Yves Lainé qui motivera l'initiative, ce dernier devenant président de la nouvelle organisation.
En avril 1974, l'UDB participe à la campagne du second tour de l'élection présidentielle en appelant à voter pour François Mitterrand. Cet engagement provoque une nouvelle crise au sein du parti : le candidat unique de la gauche française à la présidentielle ne satisfait pas les militants UDB membres du groupe communiste marxiste-léniniste Sklerijenn (clarté), les Jeunesses progressistes de Bretagne (premier mouvement de jeunesse de l'UDB) et la section UDB de Fougères qui appellent publiquement à l'abstention. Ceux-ci dénoncent « le passé colonialiste et pétainiste » de François Mitterrand et le « réformisme du Programme commun » signé en 1972 pour sceller l'Union de la gauche. Certains de ces militants sont officiellement exclus après qu'ils ont annoncé leur démission dans une lettre adressée en avril à tous les membres du parti, , . Le 24 mai, les résultats sont proclamés : Valéry Giscard d'Estaing est élu à 50,81 %. Si le candidat de la gauche échoue d'un souffle, l'UDB se retrouve pour sa part en phase avec une gauche encore minoritaire mais qui progresse fortement en Bretagne.
Fin 1974, le très engagé Alan Stivell organise la tournée de son nouvel album E Langonned sous le patronage des deux magazines de l'UDB, Le Peuple breton et Pobl Vreizh. Concrètement, à l'achat du billet ou à l'entrée de la salle de concert, le spectateur a la possibilité de remettre par écrit une question sur tous les sujets de société, de politique, de culture qu'il désire. À l'entracte, l'artiste breton présente deux ou trois militants de l'UDB pour répondre aux questions et entamer chaque soir un dialogue avec le public.
En 1975, le nombre d'adhérents s'élève à 600. L'année 1975 correspond au tricentenaire de la révolte du papier timbré menée en 1675 dans l'Ouest français et qui, selon les historiens, contient les caractéristiques de la révolte anti-fiscale, de la lutte des classes et — pour le soulèvement spécifique à la Bretagne — de la lutte de libération nationale, . Il n'y a pas d'élection cette année-là et les militants de l'Union démocratique bretonne veulent créer l'événement : ils feront jouer « Le printemps des Bonnets rouges », la pièce de théâtre de Paol Keineg, dans les principales villes de la région. La troupe parisienne du Théâtre de la Tempête répète la pièce, l'UDB avance les fonds et la tournée est organisée. Les militants et les comédiens tractent dans les rues pour attirer le spectateur. Le Peuple breton publie un numéro « Spécial Bonnets rouges », des conférences sont proposées, la presse écrite et télévisée s'intéresse au projet. À l'occasion du tricentenaire, des historiens venaient de publier des travaux consacrés à cette révolte du papier timbré ; ce qui en faisait, en 1975, le soulèvement populaire le mieux connu de l'Ancien Régime. Chaque représentation voit au minimum 800 spectateurs dans les gradins. Cela ne suffit cependant pas à couvrir les frais engagés. Alors pour combler le déficit, le parti organise une seconde tournée, cette fois-ci sous chapiteau, et avec Alan Stivell sur scène. Tracts, affiches et animations reprennent et le succès est cette fois au rendez-vous : les 4 000 places du chapiteau sont régulièrement remplies et permettent de combler le déficit.
En juillet 1975, la pétition « B5 Bretagne 5 départements » de Michel François compte 15 000 signatures. L'histoire l'amènera à en réunir plus de 60 000. Ce travail de sensibilisation de l'association B5, dans laquelle s'investissent les militants UDB, aboutit le 25 avril 1976 au lancement de la « Fête de l'unité de la Bretagne » au château des ducs de Bretagne à Nantes. Patronnée par 37 organisations, elle accueille 5 000 participants. Cette convergence de structures et de personnes souhaitant s'engager pour la réunification débouchera plus tard sur la création d'un Comité d'organisation des Fêtes de l'unité de la Bretagne (COFUB). Celui-ci organisera la marche de Saint-Nazaire en 1977 puis de nouvelles fêtes de l'unité à Nantes en 1978 et 1980 avant de fonder le Comité pour l'unité administrative de la Bretagne (CUAB) le 21 juin 1980 — auquel adhéreront chacune des fédérations de l'UDB — qui sera renommé « Bretagne réunie » dans les années 2000, .
En 1976, le parti autonomiste compte 764 adhérents ; nombre qui a triplé en cinq ans. En mars, pour faire face à cet afflux d'adhésion et à la diversité des nouveaux arrivants, le parti lance une revue théorique destinée à la formation des militants : Mein-harz, qui pourrait se traduire par « jalons » en français. Cette revue paraîtra jusqu'en 1979 et comptera 6 numéros. Le premier est consacré à l'industrialisation et le dernier aux rapports entre socialisme et autonomisme, . D'un point de vue structurel, le nombre accru de sections amène l'UDB à créer des fédérations locales : Centre-Bretagne, Cornouaille, Brest, Trégor-Goëlo, Rance-Penthièvre, Rennes, Loire-Atlantique, Haut-Vannetais et Pays de Lorient. Deux autres sont formées pour les sections de Normandie et pour celles de Paris et du Centre. En mars toujours, les élections cantonales montrent une nouvelle progression de la gauche en Bretagne. L'UDB y présente neuf candidats et augmente ses résultats de 1973 en franchissant la barre des 5 % avec une moyenne de 5,27 % des voix. Le meilleur résultat provient de la candidate Marie-Hélène Mélou à Huelgoat : 11,17 %.
En 1977, l'UDB franchi la barre des 1 000 adhérents. Les élections municipales de 1977 consacrent une large victoire de l'Union de la gauche dans l'ensemble de l'Hexagone. Dans son édition du 22 mars, Le Monde parle d'un « raz-de-marée » qui semble plébisciter la stratégie d'union des partis socialistes et communistes. En Bretagne, bénéficiant du rapport de force établi lors des cantonales, l'Union démocratique bretonne obtient 35 élus et un premier maire : Jean-Claude Nizan à Lantillac (56). Parmi ces nouveaux élus, onze le sont dans une ville de plus de 30 000 habitants : un à Nantes, deux à Rennes, trois à Brest, un à Saint-Nazaire, deux à Lorient, un à Saint-Malo et un à Saint-Herblain. À Brest, l'un des élus n'est autre que Ronan Leprohon, membre fondateur du parti. Nommé adjoint au maire, il est choisi au titre de la Communauté urbaine de Brest pour la représenter sur les bancs de l'Établissement public régional, ancienne dénomination du Conseil régional : Ronan Leprohon devient ainsi le premier conseiller régional autonomiste de France, .

Pendant ces élections, l'Union démocratique bretonne déclare ne pas « pouvoir passer normalement à la télévision ». Elle lance alors une pétition pour obtenir une tribune sur FR3 Bretagne - Pays-de-Loire. En deux mois, elle recueille près de 10 000 signatures et bénéficie de motions de soutien votées en conseil municipal par des municipalités de gauche. En juillet, Le Peuple breton annonce que la chaîne FR3 a reculé et accordé une tribune libre pour septembre 1977. Il ne s'agira cependant que d'une tribune ponctuelle, non renouvelée lors des échéances électorales suivantes.

En parallèle, dès avril 1977, le parti lance Radio UDB, un bulletin d'information quotidien que l'on peut écouter en appelant un numéro de téléphone. Cette radio par téléphone existera jusqu'à la fin 1978.
À la rentrée scolaire de 1977, le petit bourg de Lampaul-Ploudalmézeau ouvre avec sept élèves la première école associative Diwan en langue bretonne. Quelques mois auparavant, en décembre 1976, le bretonnant René «Reun» L'Hostis, alors membre du bureau politique de l'UDB, s'était inspiré des exemples européens d'écoles proposant un enseignement dans une langue minoritaire (comme les gaelscoileanna irlandaises, les ikastolak basques, la bressola catalane, etc.) pour convaincre la mairie de lui louer les locaux publics d'une ancienne école, fermée depuis cinq ans. 35 ans plus tard, les écoles Diwan sont un pari réussi avec 41 écoles, 6 collèges, un lycée et plus de 3 500 élèves,...

Alors qu'à l'instar de René L'Hostis, beaucoup d'adhérents de l'UDB participent à ce genre d'actions de terrain, cet évènement suscite un débat profond au sein de la direction du parti. À l'été 1977, les enseignants brittophones d'Ar Falz ont déjà refusé de soutenir Diwan parce que l'école allait être privée. Jean-Jacques Monnier raconte la suite : « attaché à la tradition laïque, certain [dirigeants du parti] sont résolument opposés à la création d'écoles privées, fussent-elles là pour sauver le breton. Les tenants de Diwan répondent qu'il faut soutenir l'association, que ces classes, de toute façon, on vocation à devenir publiques et que l'enseignement qu'on y donne est laïque. Le soutien de la base est beaucoup plus enthousiaste que celui du sommet, marqué par le syndicalisme enseignant. » À la même période, le 4 octobre, le président français Valéry Giscard d'Estaing signe la Charte culturelle bretonne qui annonce notamment un enseignement du breton dès le secondaire. Finalement, en novembre, à l'occasion d'une réunion du bureau politique, René L'Hostis met au vote une motion de soutien à Diwan : avec vingt voix contre et deux abstentions, le bureau politique de l'UDB emboîte le pas d'Ar Falz en refusant officiellement de soutenir Diwan. René L'Hostis ne l’accepte pas et décide de ne plus participer au bureau politique. Il finira par quitter le parti lors du congrès national de 1984, , .
Aux élections législatives de mars 1978, l'UDB se présente dans 17 circonscriptions sur les 33 existantes. Cela représente la moitié du territoire breton, touche près de la moitié des électeurs et engage trois fois plus de candidats que pour les législatives de 1973. C'est un engagement financier et militant très exigeant pour l'UDB. Mais porté par sa progression et l'expérience acquises lors des échéances électorales précédentes, le parti s'organise davantage : nombre de candidats commencent leur campagne trois mois à l'avance avec une bonne préparation et un soutien logistique central. Dès la fin 1977, un Programme démocratique breton est publié et diffusé : cette plaquette présente l'ensemble des réformes dont le parti souhaite demander l'ajout au Programme commun de gouvernement signé en 1972 par l'Union de la gauche. Les autocollants et les affiches de campagne sont édités, avec un slogan : « Voter UDB, c'est voter deux fois : une fois pour la gauche, une fois pour la Bretagne ». À Brest, est diffusé le 22 février la première émission de Radio Frankiz, la radio pirate des militants brestois de l'UDB. Créée illégalement à l'occasion des législatives, elle ne durera que cinq semaines et diffusera une dizaine d'émissions. À Rennes, salle des Lices, est organisé le 25 février un grand meeting qui rassemble 2 500 personnes. Celui-ci est précédé d'une manifestation devant les locaux de la télévision régionale FR3 Bretagne - Pays-de-Loire pour protester, comme en 1977, contre son refus de donner la parole à l'UDB et de donner une juste place à la langue bretonne.
Mais dans cette campagne des législatives marquée par une forte bipolarisation, le plein investissement des militants autonomistes ne suffit pas. La télévision accapare le débat politique et ne fait bientôt aucune place à la décentralisation tant réclamée par l'UDB. Même la presse écrite locale n'offre qu'une place réduite à ses candidats, anticipant très tôt sur le deuxième tour où il n'y aurait plus que deux prétendants. C'est la politique-spectacle qui prévaut, notamment avec les luttes fratricides des leaders de la gauche française que sont Mitterrand et Georges Marchais. En pâtissent toutes les formations politiques tenues à l'écart du cercle des quatre grands partis dominants de l'époque : Rassemblement pour la République (RPR) et Union pour la démocratie française (UDF) à droite, Parti socialiste (PS) et Parti communiste français (PCF) à gauche, .

Dans ce contexte, beaucoup d'électeurs habituels de l'UDB aux élections locales choisissent cette fois-ci le vote utile en se reportant sur les candidats qui peuvent faire échouer la droite dès le premier tour. Si la division de la gauche porte préjudice au PS et au PCF pendant ces élections, elle dessert encore plus les petits partis. Les résultats du premier tour tombent le soir du 12 mars : avec une moyenne de 1,91 % des voix, ces législatives sont pour l'UDB un réel échec. L'optimisme acquis pendant les années 1970 se trouve remis en question : l'UDB n'a pas d'électorat stable et incompressible dès que l'enjeu paraît être au niveau français. Cet échec grève les finances du parti et ravive les contradictions internes entre une direction communisante et une base qui commence à être gagnée par les idées écologistes, .

## 1978-1984: la fin de l'Union de la gauche

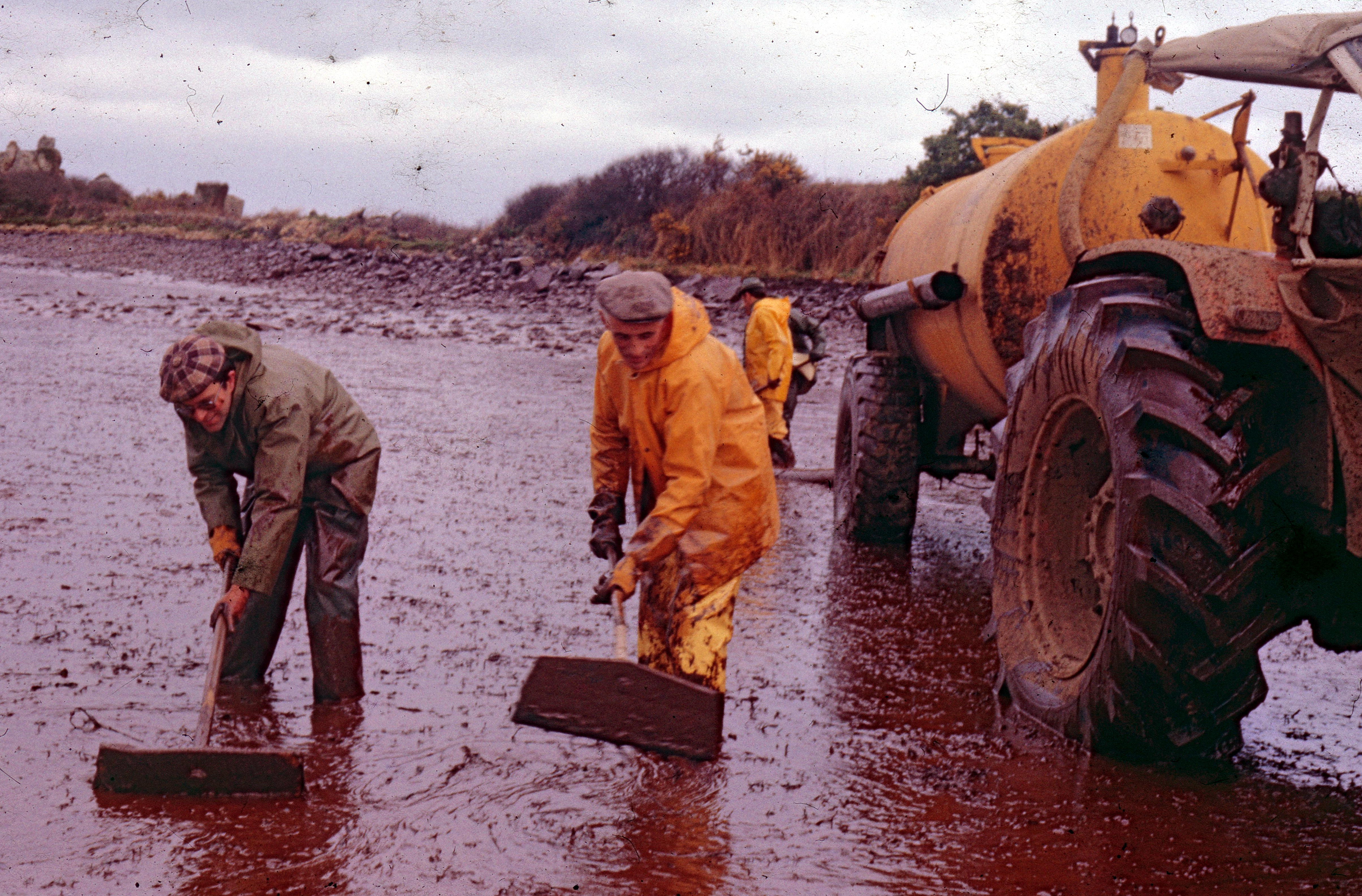
Nettoyage d'une plage de Plougrescant (Côtes-du-Nord) après le naufrage de lAmoco-Cadiz.

Le 16 mars 1978, le superpétrolier Amoco-Cadiz fait naufrage sur les côtes bretonnes et provoque l'une des pires catastrophes écologiques de l'histoire. C'est la quatrième marée noire qui touche la Bretagne après celles du Torrey-Canyon en mars 1967, de l'Olympic-Bravery en janvier 1976 et du Boehlen en octobre 1976, chacune étant pire que la précédente. Les militants de l'Union démocratique bretonne prennent part aux manifestations et à toutes les actions, notamment en occupant le plus haut clocher de Bretagne, celui de la chapelle Notre-Dame-du-Kreisker à Saint-Pol-de-Léon. « Plogoff, marée noire, y'en a marre » clament les autocollants de l'UDB.
Le 14e congrès de l'Union démocratique bretonne est organisé à Brest en mai 1978. Le parti y tire les premières leçons des législatives. La rupture au sommet de l'Union de la gauche et l'échec électoral qui a suivi ont été un coup rude pour les militants. Certains accusent le PCF d'être responsable de cet échec, d'autres le PS. L'analyse des résultats et les désaccords internes qu'elle provoque attise, au congrès et dans les sections locales, des conflits de personnes très vifs. Les autonomistes, qui pensaient leurs projets réalisables uniquement grâce à un gouvernement de réforme, sont découragés : la division de la gauche française paraît profonde et durable. Or, dans l'hypothèse d'un succès électoral futur, l'absence d'union et de programme commun amènerait obligatoirement — d'après l'analyse faite à l'époque par l'UDB — un pouvoir de gauche éphémère et réformiste : oubliée la réforme globale, tant sur le plan social que régional. Les espoirs portés par les années 1970 se trouvent anéantis. Le parti s'étant résolument inscrit dans l'Union de la gauche, le problème de sa stratégie et de sa crédibilité se trouve désormais posé. Dans quelle perspective continuer l'action ? s'interrogent les militants,.

Outre les débats sur l'Union de la gauche, un vote important a lieu lors de ce congrès de Brest : les autonomistes bretons se prononcent officiellement contre le nucléaire. Quelques années plus tôt, en mars 1974, le gouvernement français décide — sans le moindre débat au Parlement — la construction de 13 centrales nucléaires pour faire face au choc pétrolier et assurer l'indépendance énergétique de la France. Deux centrales sont prévues en Bretagne, une en Loire-Atlantique et une en Basse-Bretagne, . Or, depuis le début des années 1970, L'UDB était dirigée par un courant communisant qui — au nom de sa confiance en la science — freinait la position antinucléaire qui était majoritaire chez les militants. À Brest, le congrès de 1978 valide les positions politiques prises sur le terrain par les sections locales et les fédérations : d'une seule voix, le parti prend position contre le projet de centrale nucléaire en Bretagne, projet qu'il juge « colonial, dangereux et économiquement ruineux ».
Ce courant anti-écologiste n'a pas empêché l'UDB d'agir sur le terrain contre les projets de centrales nucléaires, contre les mines d'uranium, de présenter dès 1974 les idées de René Dumont sur l'écologie politique. Comme dans le cas du soutien à Diwan, des contradictions internes existent entre la base du parti et la direction marxiste. « Supportée avec quelques irritations par la base », raconte Jean-Jacques Monnier, « [la direction] était tout de même acceptée car le succès semblait proche. » Mais avec la fin de l'Union de la gauche et de l'optimisme qu'elle apportait, l'année 1978 change la donne, .
À l'automne 1978, l'UDB crée l'Association des élus municipaux bretons (AEMB) pour rassembler les élus de sa sensibilité, adhérents ou non, et peser dans les conseils municipaux où elle est entrée en force en 1977. Le 24 février 1979, elle organise à Lorient une manifestation pour l'emploi et rassemble 1 200 personnes.

En mars 1979, l'UDB présente 34 candidats aux élections cantonales, quatre fois plus qu'en 1976. elle obtient une moyenne de 5,63 %. C'est un résultat encourageant mais qui est à nuancer de par l'importante démobilisation de l'électorat. Des résultats notables sont cependant atteints un peu partout en Bretagne, notamment 12,8 % à Plouescat, 10,1 % à Brest et 10,01 % à La Roche-Derrien. En Haute-Bretagne, l'UDB obtient 6,4 % à Rennes-VII et 5,4 % à Saint-Nazaire-Ouest.

En juin 1979 a lieu la 5e édition de la Fête du peuple breton qui s'installe à Brest après quatre éditions à Langolvas, tout près de Morlaix. Le rendez-vous annuel de l'UDB confirme son « succès populaire, politique et financier, au prix [...] d'énormes efforts militants ». Mais si le militantisme breton fait toujours preuve de vitalité, un ralentissement de la croissance du parti est noté : + 7 % d'adhésions supplémentaires lors de la reprise des cartes début 1979. C'est peu au regard des 20 à 30 % habituels.
L'UDB élabore alors une stratégie plus autonome dite du « Bloc progressif breton » visant à associer l'ensemble des forces de gauche favorables à la régionalisation. Ce projet paraissait cependant incertain dans un paysage électoral dominé désormais par le Parti socialiste (PS). Le parti condamnait d'ailleurs fortement le terrorisme du FLB, au contraire des autres partis de gauche. Cela poussa un certain nombre de jeunes à s'éloigner de lui et à rejoindre des structures plus radicales, notamment Emgann qui apparaît en 1980. Une partie des énergies militantes se tournent vers l'action culturelle et notamment Diwan.

Le parti hésite quant à la conduite à tenir. Au congrès de Saint-Nazaire en avril 1980, la ligne fondée sur le concept de « Bloc progressiste » est adoptée et l'ancienne direction est mise en minorité. Herri Gourmelen devient porte-parole.
La victoire de la gauche en 1981, paradoxalement, accentue la démobilisation. Même si la décentralisation, l'abandon du projet de centrale nucléaire à Plogoff, la suppression de la peine de mort vont dans le sens de ses propositions, l'UDB pèse peu sur un PS triomphant et son utilité ne semble plus évidente. Un certain nombre de responsables, dont Ronan Leprohon, rejoignent le PS, .
Aux problèmes de stratégie s'ajoutent les difficultés financières. Les ventes du Peuple breton déclinent et la survie du journal paraît un temps menacé. Pobl Vreizh cesse de paraître en mai 1982 après 140 numéros. Les conflits s'exacerbent notamment entre la direction du parti et les sections léonardes, plus nationalistes. 6 membres du bureau politique sur 27 refusent le rapport politique.

### Crise de 1984: la scission des Léonards
En 1984 a lieu le congrès de Lorient. La fédération du Léon, représentant la fraction la plus radicale du parti, y dépose une motion : celle-ci remet en cause la référence continuelle au Parti socialiste ; elle prône une stratégie plus indépendante et le retour aux fondamentaux du combat autonomiste. Elle demande surtout l'abandon du centralisme démocratique pour permettre l'ouverture de l'UDB vers les autres sensibilités du mouvement breton. La motion ne recueille que 44 % des votes, ce qui pousse la fédération du Léon à rompre avec le parti.

Ses responsables ne souhaitent pas pour autant fonder un autre parti politique. Ils créent Frankiz Breizh, un mouvement local qui ne cherchera pas à se développer au-delà de Brest et de son environnement immédiat. Actif pendant près de 15 ans, Frankiz Breizh obtiendra plusieurs élus à la mairie de Brest. Ses membres choisiront en 1994 de dépasser l'antagonisme avec l'UDB en s'inscrivant dans la fédération Régions et peuples solidaires puis, en 2008, ils réintégreront leur parti d'origine après un accord négocié.
Après la scission des Léonards en 1984, l'élection du bureau politique de l'UDB (étape suivant la tenue d'un congrès) ne mobilise plus qu'une cinquantaine de militants. De nombreux adhérents quittent le parti, écœurés par ces querelles internes.

## 1984-2001: la traversée du désert
Après le départ des militants brestois, le parti se reconstruit et se rapproche de l'Alliance libre européenne (ALE) qui regroupait alors une quinzaine de partis régionalistes de centre-gauche. Malgré des difficultés financières considérables, il présente une trentaine de candidats aux élections cantonales de 1985 et obtient en moyenne 4,2 %. Les résultats dans la région de Brest sont cependant en baisse.
Les élections régionales de 1986, marquées par une forte bipolarisation, sont un échec pour le parti qui recueille 1,51 % des voix. Sa stratégie se tourne alors vers l'Europe. Les contacts avec le Plaid Cymru sont réguliers et en 1987 l'UDB adhère à l'Alliance libre européenne. Il organise, par ailleurs, un « Rassemblement breton antifasciste et antiraciste » avec Les Verts, le PSU, Emgann, la FGA, Ar Falz, Skol An Emsav, le MRAP et SOS Racisme pour contrer la montée du Front national.
En 1988, l'UDB soutient Pierre Juquin au premier tour et François Mitterrand au second et renforce ses positions aux municipales de l'année suivante grâce à une stratégie d'alliance avec les autres partis de gauche, . Les effectifs du parti recommencent à augmenter.
Arrêté le 29 novembre 1990 parce que des militants basques, membres supposés d'ETA, ont été interpelés dans un appartement qu'il louait, le militant autonomiste Jean Groix se retrouve mêlé à tort à une sordide affaire de crime survenue dans son voisinage : l'enlèvement et le meurtre d'une fillette, Natacha Danais. Il se suicide en prison.
En 1992, à la suite de l'échec des négociations avec les Verts, l'UDB présente une liste autonome avec Emgann (qui se retirera à la suite d'un désaccord sur les désignations) et le Parti pour l'organisation de la Bretagne libre (POBL). Les résultats sont décevants (2 %) et renforcent la méfiance de l'UDB envers les alliances avec les autres composantes de l'Emsav. Les relations avec le POBL se tendront d'ailleurs au fur et à mesure de la dérive droitière de ce parti. Aux législatives de mars 1993, c'est avec les Verts et Alternative rouge et verte (AREV) que s'alliera l'UDB avec des résultats allant de 0,1 % à 7,4 % selon les circonscriptions.
Le congrès de Saint-Brieuc, en 1994, est l'occasion d'un rapprochement avec Frankiz Breizh dont les positions restent très proches de celles de l'UDB. Les deux formations participeront en novembre de la même année à la création de la fédération Régions et peuples solidaires (R&PS) et participeront de concert à son animation avec, notamment, le Partit occitan, l'Union du peuple corse et Eusko Alkartasuna.
Aux élections législatives de 1997, elle présente 22 candidats, en dépit des délais très courts, et obtient 2 %. Aux régionales de 1998, elle tente une alliance avec le PS mais les discussions n'aboutissent pas et l'UDB présente des listes autonomes. Elle obtient en moyenne 3,04 %, en dépit de la présence de plusieurs autres listes d'inspiration régionaliste.
Le 10 août 1999, un incendie volontaire touche le stand tenu par les Presses populaires de Bretagne en marge du Festival interceltique de Lorient. Vers 19 heures, au milieu des badauds, quatre individus encagoulés ont surgi, ont aspergé d'alcool à brûler le stand des Presses populaires de Bretagne, derrière lequel se trouvaient deux militants de l'UDB, et y ont mis le feu avant de s'enfuir. Les quatre auteurs de cette action-commando ont été identifiés, traduits en justice et condamnés, après avoir reconnu les faits, par le tribunal correctionnel de Lorient le 1er octobre 2001. Entretemps, les quatre auteurs de l'incendie volontaire de Lorient recevront le soutien public de Laurent Jutel, connu pour ses écrits dans la presse d'extrême droite, .
En juin 2000, un article paru dans Le Peuple breton met gravement en cause Gael Roblin, dirigeant d'Emgann mis en examen dans l'Affaire de Quévert qui sera finalement acquitté, entraînant de vives réactions de membres de l'UDB qui y voient une atteinte à la présomption d'innocence. Par la voix de son porte-parole Christian Guyonvarc'h, le parti dénonce régulièrement les graves atteintes à la présomption d'innocence des militants indépendantistes poursuivis dans les dossiers « Attentats en Bretagne 1993-2000 », « Affaire de Quévert » et « Affaire de Plévin », s'en prenant notamment à la ministre socialiste de la Justice, Marylise Lebranchu. L'UDB proteste également contre la durée excessive des détentions provisoires, l'emprisonnement en région parisienne et le manque de soins délibéré imposé à Alain Solé, Paskal Laizé et Gérard Bernard, militants indépendantistes emprisonnés.

## 2001-2010: l'UDB entre au conseil régional de Bretagne
Après 2001, le parti connaît une certaine progression du nombre de ses militants ainsi qu'une amélioration de ses résultats électoraux. Aux municipales de 2001, il choisit de participer à des listes d'union de la gauche sauf à Sarzeau, Guingamp, Redon, Lannion et Saint-Nazaire. Les résultats des listes UDB varient entre 6,02 % à Saint-Nazaire et 13,7 % à Guingamp. L'UDB se maintient au second tour à Sarzeau et Guingamp. Le parti participe, par ailleurs, à la liste de Christian Troadec, considéré comme proche de ses idées et qui est élu maire de Carhaix-Plouguer, .
En 2004, l'UDB revendique 500 à 600 militants ; des chiffres nuancés par les journalistes Erwan Chartier et Ronan Larvor qui les évaluent davantage entre 300 et 400. Aux élections régionales de 2004, le succès des précédentes municipales pousse l'UDB à envisager une liste autonome dirigée par Christian Troadec. Elle finit, cependant, par ouvrir des négociations avec les Verts. L'UDB est en position de force : une liste autonomiste pourrait obtenir entre 3 et 5 %, diminuant d'autant le score des écologistes et condamnant leur effort d'indépendance vis-à-vis du Parti socialiste. Les discussions aboutissent rapidement - d'autant que les positions des deux formations sont proches - et une liste commune est créée : Bretagne verte, unie et solidaire, rapidement abrégée en BVUS. L'UDB y obtient un tiers des places et une tête de liste. Les élections elles-mêmes sont un succès avec 9,83 % des voix au premier tour pour BVUS. Entre les deux tours la liste Verts-UDB fusionne avec la liste PS-PCF-PRG et l'union ainsi constituée l'emporte au second tour. L'UDB obtient alors trois élus, dont une vice-présidence, plus un apparenté (Christian Troadec) :
- Christian Guyonvarc'h, vice-président chargé des relations européennes et internationales. Il est connu pour son combat contre le régime raciste d'apartheid en Afrique du Sud. Avant ce mandat régional, il a été conseiller municipal puis adjoint au maire de Lorient ;
- Mona Bras, conseillère régionale et secrétaire de la commission des solidarités (logement, santé, solidarité internationale) ;
- Annaig Le Gars, conseillère régionale et membre de la commission enseignement-formation.

Mona Bras et Naig Le Gars participent par ailleurs au groupe de travail sur la promotion du breton et du gallo.
Le référendum de mai 2005 a amené plusieurs militants connus de l'UDB à appeler à voter « Non », contre la position majoritaire officielle du parti qui a appelé à voter en faveur du traité établissant une Constitution pour l'Europe.
En novembre 2006, l'UDB désigne sa nouvelle porte-parole au congrès de Quimper : Mona Bras, conseillère régionale et adjointe au maire de Guingamp.
À l'élection présidentielle de 2007, l'UDB soutient la candidature de Dominique Voynet et présente 16 candidats aux élections législatives, obtenant un maximum de 4,5 % à Guingamp. Elle a également soutenu les candidatures de Christian Troadec dans le Finistère et Nelly Fruchard dans le Morbihan. En décembre 2007 elle absorbe Frankiz Breizh, mettant fin à 23 ans de division.
Aux élections cantonales de mars 2008, deux de ses candidats dépassent les 10 %, dont Richard Gironnay qui obtient 18,49 % dans le canton de Plouay. À partir d'octobre 2008, l'UDB travaille avec la fédération Régions et peuples solidaires (R&PS) au rassemblement de la mouvance écologiste en France sous l'étiquette Europe Écologie. En décembre 2008, la lutte pour le maintien de l'hôpital de Carhaix décide le conseiller régional Christian Troadec, élu en 2004 sur la liste Bretagne verte, unie et solidaire, à quitter la majorité du Conseil régional (et donc le groupe UDB-gauche alternative dont il faisait partie).
En 2009, l'UDB est présente sur la liste Europe Écologie menée par Yannick Jadot, élu lors des élections européennes dans la circonscription ouest. En août, elle publie Nouveau Projet alter breton, un document de 40 pages qui traduit en objectifs chiffrés — par secteurs de production et de consommation — un scénario d'autonomie énergétique de la Bretagne en 2030. Cette publication reprend et actualise des travaux conduits à la fin des années 1970 par des scientifiques proches du Parti socialiste unifié (PSU) de Michel Rocard. Ces travaux, qui se donnaient 2010 pour horizon, avaient été publiés sous le titre Plan alter breton alors que le projet de centrale nucléaire à Plogoff enflammait les débats, que le pétrole de l'Amoco-Cadiz n'avait pas encore séché sur les côtes bretonnes et que le rapport du Club de Rome remettait pour la première fois en cause les vertus de la croissance et ses conséquences sur l'environnement.

## 2010 à aujourd'hui: l'UDB à l'Assemblée nationale

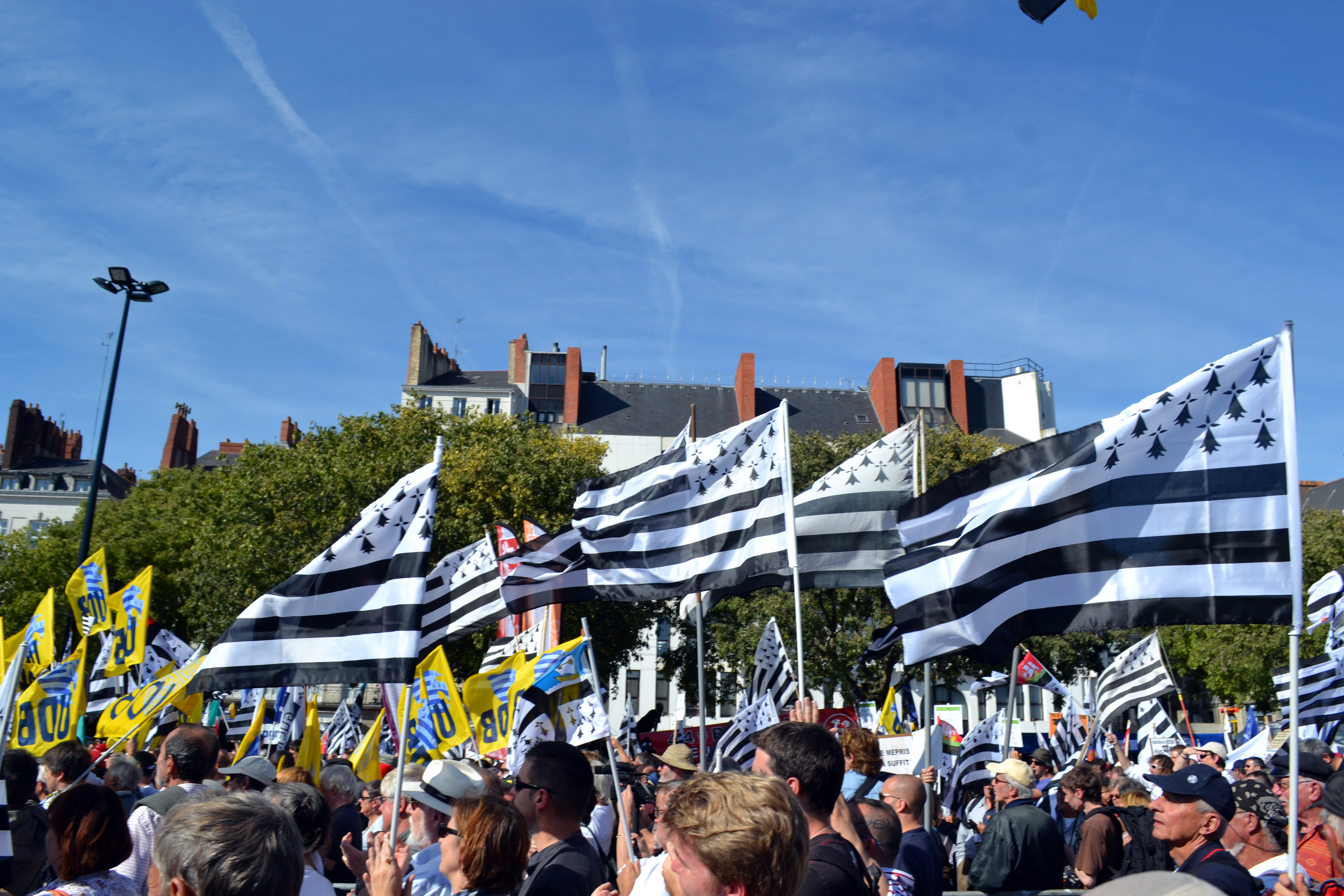
Des militants de l'UDB à la manifestation pour la réunification de la Bretagne en septembre 2014 à Nantes.

Lors des élections régionales de 2010, l'UDB poursuit son alliance avec Europe Écologie, avec Guy Hascoët comme tête de liste. La liste Europe-Écologie Bretagne obtient 12,21 % au premier tour. Ne pouvant aboutir à un accord de fusion avec la liste de Jean-Yves Le Drian, elle se maintient et obtient 17,37 % des voix au second tour, soit 11 élus, dont 4 pour l'UDB. Au Conseil régional de Bretagne, ces 4 élus forment le groupe « UDB, autonomie et écologie / UDB, emrenerezh hag ekologiezh » dans une opposition qu'ils qualifient de constructive.

En novembre 2010, le rassemblement Europe Écologie se transforme en parti politique à part entière lors de sa fusion avec les Verts. Par la voix de Régions et peuples solidaires, partie prenante du projet Europe Écologie dès ses débuts, l'UDB décline l'invitation à intégrer la nouvelle formation intitulée Europe Écologie-Les Verts (EELV).
En mars 2011, l'UDB présente 29 candidats titulaires aux élections cantonales, la majorité en alliance avec EELV, qui obtiennent une moyenne de 8 %. Le 5 novembre, le parti se réunit en convention nationale à Pontivy pour arrêter ses positions aux élections présidentielles de 2012 : l'UDB soutiendra Eva Joly aux premier tour et François Hollande au deuxième. Le parti annonce également qu'il présentera entre 15 et 20 candidats aux élections législatives.

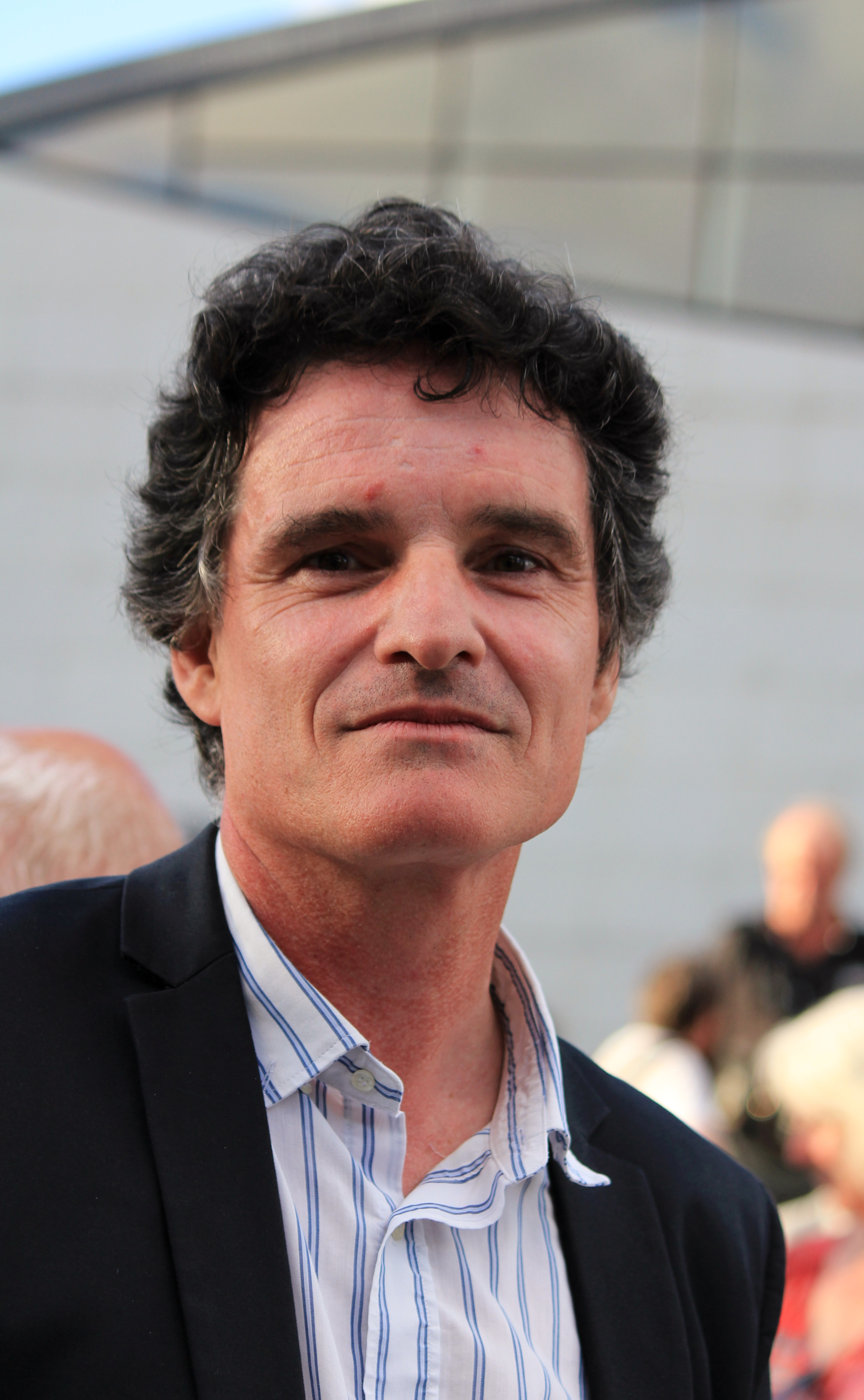
Paul Molac, élu député en 2012.

Au début de 2012, les accords électoraux qui ont lieu au niveau national entre EELV et Régions et peuples solidaires (RPS) pour préparer les élections législatives de juin permettent à l'UDB de présenter dix candidats en Bretagne. Thierry Stiefvater obtient 5,66 % des voix dans la circonscription de Saint-Brieuc et la candidature commune Breizhistance-UDB obtient 4,46 % dans la circonscription de Redon. Mais le résultat le plus remarqué est celui de Paul Molac, le candidat présenté par l'UDB dans la circonscription de Ploërmel avec le soutien du Parti socialiste et d'EELV. Après un premier tour lui attribuant 26,04 % des voix, le Ploërmelais se retrouve au second tour face à François Guéant (UMP) contre qui il est élu avec 52,56 % des voix, . Paul Molac devient ainsi le premier député autonomiste breton à l'Assemblée nationale, .
Fin 2012, la militante autonomiste Émilie Dabo est à l'initiative d'un regroupement citoyen qui organise le 24 novembre à Lorient une manifestation en faveur du mariage et de l'adoption pour tous. Dans son appel à manifester, l'UDB se déclare « pour l'égalité de tous devant les lois civiles » et pour « que le débat démocratique puisse s'organiser librement, que les députés puissent réfléchir et décider [...] loin de toute pression, confessionnelle notamment ». La pluie et le vent ne démotiveront pas les 250 participants présents, jeunes pour la plupart.

Cette mobilisation intervient peu après que la garde des sceaux Christiane Taubira présente en conseil des ministres le « projet de loi ouvrant le mariage aux couples de personnes de même sexe ». D'autres mobilisations ont lieu en décembre 2012 et janvier 2013 à l'initiative d'associations et de partis politiques, notamment à Lannion, Nantes, Quimper et Rennes. Dans un communiqué cité par Le Télégramme et publié lors des manifestations du 19 janvier, le parti précise sa position : « Cette loi ne bouleversera pas la société. Ces couples de même sexe existent et élèvent "normalement" des enfants... Les uns et les autres se retrouvent fragilisés par l'absence de cadre juridique adapté à leur situation. Aujourd'hui, le mariage reconnaît aux couples des droits et des devoirs, en matière de patrimoine et de filiation, que l'enfant soit conçu ou adopté. Avec la loi à venir, il s'agit ni plus ni moins de cesser de refuser à un couple dont les deux membres sont de même sexe ces mêmes droits et devoirs. Une simple question d'égalité ».

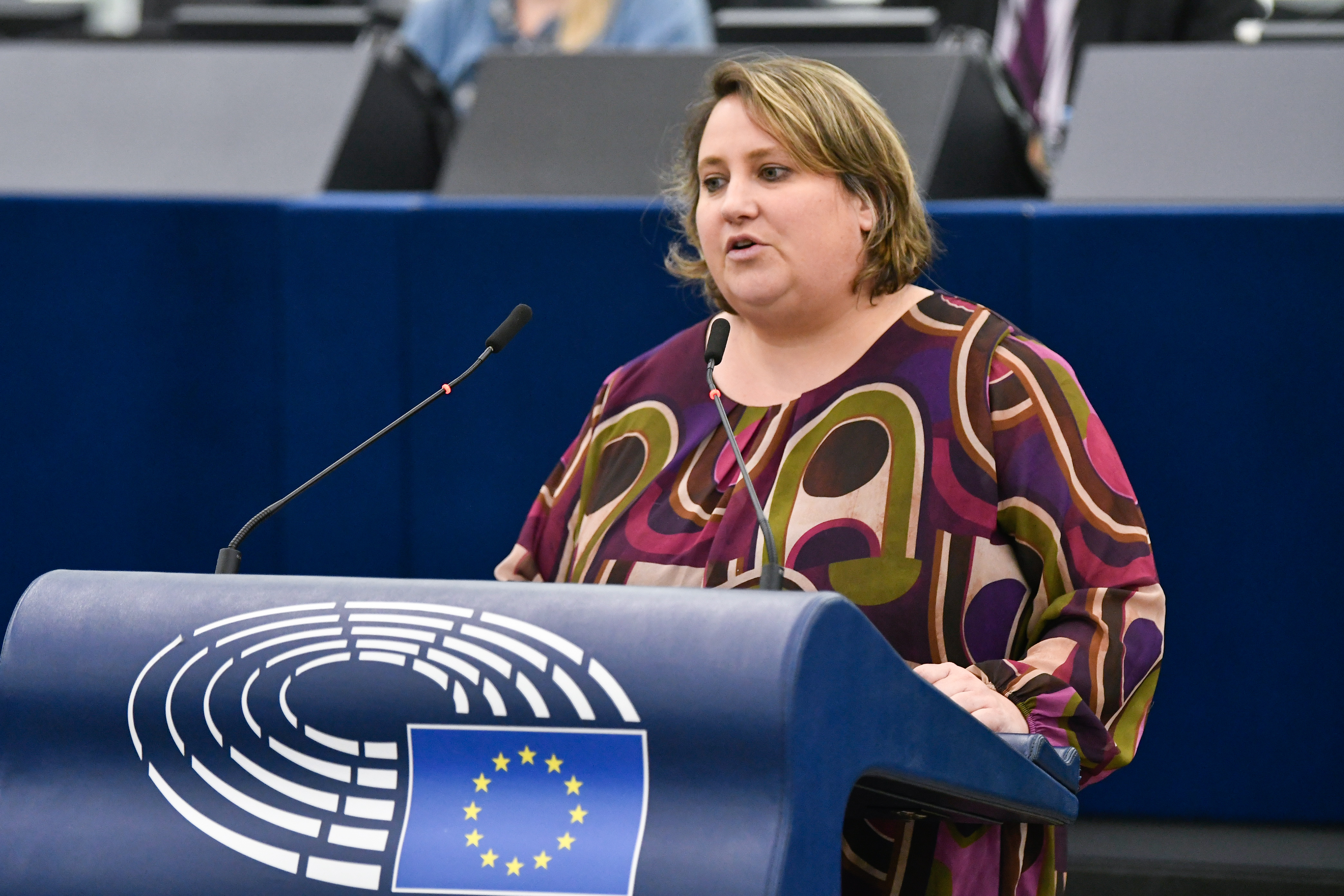
Lydie Massard, ici en novembre 2023, élue députée européenne lors de la 9e législature du parlement européen.